# Grote klokjesbij

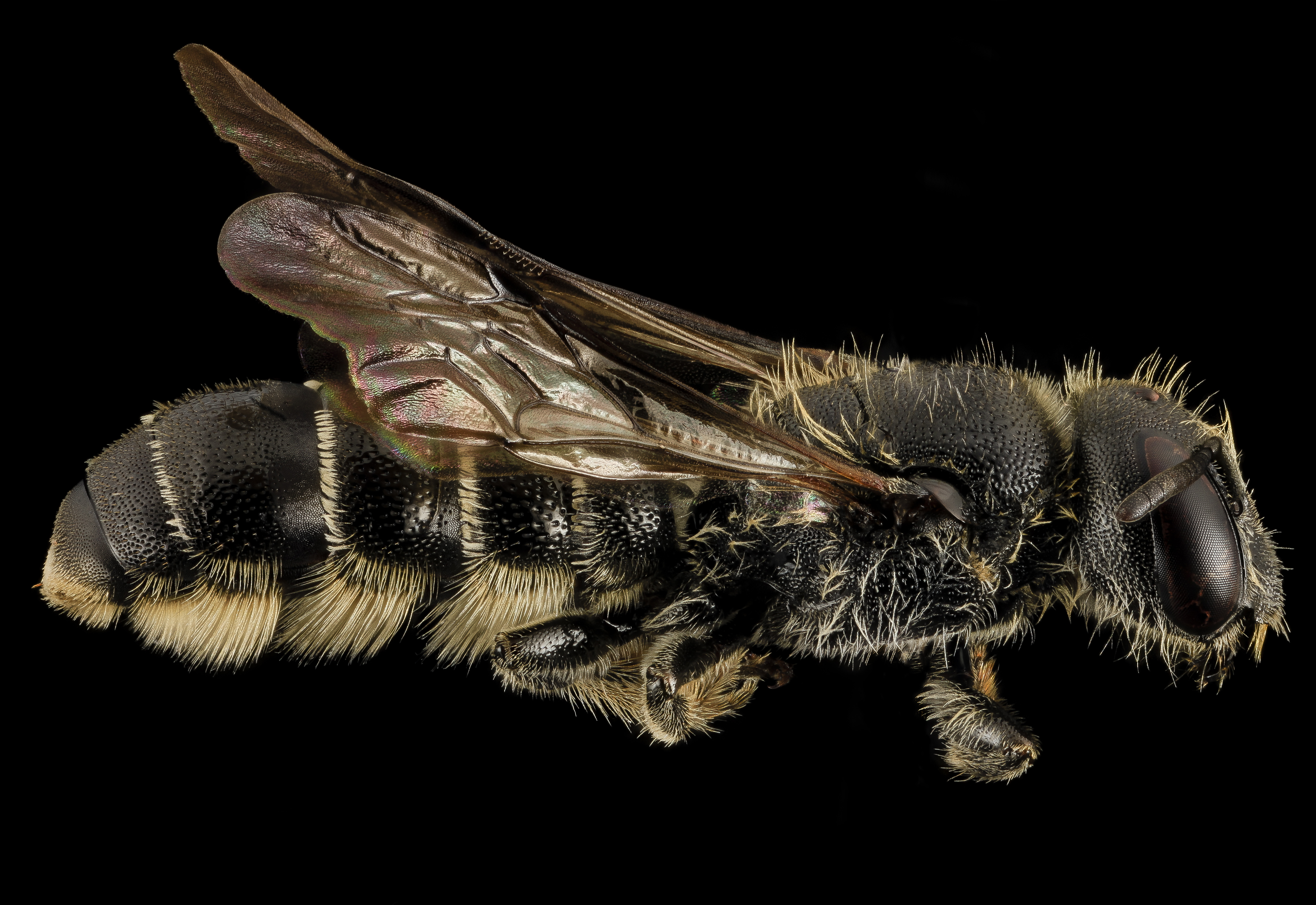
Zijaanzicht van een mannelijke Grote Klokjesbij

De Grote Klokjesbij (Chelostoma rapunculi) behoort tot de familie Megachilidae. Het is een oligolectische soort, zoals alle klokjesbijen. De naam verwijst naar de plant, waar ze hoofdzakelijk stuifmeel verzamelt, namelijk bloemen van de klokjesfamilie (Campanula).

## Kenmerken
Het is een typische klokjesbij van ongeveer 10 mm met een smalle lichaamsbouw. Het is een van de klokjesbijen, waarbij de vrouwtjes smalle witte haarbandjes op het achterlijf bezitten, buiten de haarbandjes zijn de vrouwtjes slechts zwak behaard. De buikschuier is geel-wit. De kaken zijn goed ontwikkeld, vrij kort en bezitten drie tanden. De clypeus is sterk gebogen.
De mannetjes zijn vrij sterk geel-bruin behaard, zowel kop, borststuk als achterlijf. Ze bezitten drie afgeknotte tanden op het einde van het achterlijf.

## Biologie
De Grote Klokjesbij verzamelt voornamelijk stuifmeel op klokjes. Verder is bloembezoek vastgesteld bij: salie, Centaurea sp., slangenkruid, wilgenroosje, kruipende boterbloem, wilde reseda, e.a. Het stuifmeel wordt verzameld en naar het nest gebracht met de buikschuier.

Het nest wordt gebouwd in holle stengels, boorgangen van kevers en artificiële nestgelegenheid. Het nest bestaat uit cellen die gescheiden zijn door lemige wandjes. De voorste wand bestaat uit leem/zand vermengd met steentjes. Cel per cel wordt er stuifmeel aangevoerd en per cel wordt één ei gelegd, zoals bij alle bijen neemt er een volledige metamorfose plaats (de cyclus ei-larve-pop-adult). Het nest wordt pas verlaten het volgende jaar, nadat de bij als larve heeft overwinterd, laat in het voorjaar verpopt en uiteindelijk het adulte stadium bereikt. Er is één generatie per jaar. Parasitaire bijen van het geslacht Stelis en wespen Sapyga sp. zijn belangrijke parasieten. Verder zijn er nog vliegen, bronswespen, sluipwespen, mijten, kevers, en nog enkele andere die het leven van deze bijen minder aangenaam maken.

## Voorkomen en vliegtijd
Het is een soort van de Oude Wereld, maar werd ook al in Amerika gevangen. Via de database van Fauna Europaea kan men de recente verspreiding in Europa bekijken. De vliegperiode ligt voornamelijk tussen mei en augustus.
In maart 2015 werd bekendgemaakt dat in de stad Amsterdam de grote klokjesbij als nieuwe soort was waargenomen.